# Hosakote
Hosakote eller Hoskote är en ort i Indien.   Den ligger i distriktet Bangalore Rural och delstaten Karnataka, i den södra delen av landet, 1 700 km söder om huvudstaden New Delhi. Hosakote ligger 884 meter över havet och antalet invånare är 41 236.